# Pluto (manga)
Pluto (tytuł oryginału: プルートウ, w transkrypcji: Purūtō, jap. słowo oznaczające Plutona) – manga stworzona przez Naokiego Urasawę we współpracy z Takashim Nagasakim. Ukazywała się premierowo w odcinkach na łamach japońskiego dwutygodnika komiksowego „Big Comic Original” od 9 września 2003 do 5 kwietnia 2009. Epizody zostały zebrane w latach 2004–2009 w ośmiu tomach książkowych opublikowanych nakładem wydawnictwa Shōgakukan. Pluto jest reinterpretacją klasycznej mangi Astro Boy autorstwa Osamu Tezuki z lat 1952–1968, a jej tytuł odwołuje się do imienia głównego złoczyńcy tej serii, robota Pluto. 
Polski przekład Pluto ukazał się nakładem wydawnictwa Hanami.

## Fabuła
Utrzymana w konwencji kryminału, thrillera i dystopijnego science-fiction, fabuła serii rozgrywa się w przyszłości, w której roboty osiągnęły ludzki wygląd i poziom intelektualny do tego stopnia, że otrzymały prawa równe ludzkim. Jeden z takich robotów, detektyw Europolu o imieniu Gesicht, próbuje rozwikłać sprawę serii powiązanych ze sobą zgonów robotów i ludzi na całym świecie. Wszystkie ofiary mają wbite lub umieszczone przy głowach przedmioty imitujące rogi. Sprawa staje się bardziej zagadkowa, gdy dowody sugerują, że za morderstwa odpowiedzialny jest robot, co stanowiłoby pierwszy od ośmiu lat przypadek zabójstwa człowieka przez sztuczną inteligencję. Wszystkie siedem najbardziej zaawansowanych robotów świata, które mają potencjał, by stać się bronią masowego rażenia, w tym Gesicht, wydają się celami zabójcy, a zamordowani ludzie są związani z grupą odpowiedzialną za wdrożenie międzynarodowych praw robotów. W toku śledztwa Gesicht szuka wsparcia u innych podobnych do niego robotów, a także naukowców odpowiedzialnych za ich stworzenie. Natrafiają na ślad nieznanego dotąd, potężnego robota o imieniu Pluto powstałego w Królestwie Persji, pokonanym niedawno w wojnie przez Stany Zjednoczone Tracji. Intencje Plutona nie są jednak zrozumiałe, a jedyne, co wydaje się go motywować, to nienawiść i chęć zemsty – emocje, które, jak wszystkie inne, zarezerwowane były dotąd wyłącznie dla ludzi i nie wchodziły w skład oprogramowania sztucznej inteligencji.

## Tomy
| Tom | Wydanie polskie  | Wydanie oryginalne    | Zawartość     |
| --- | ---------------- | --------------------- | ------------- |
| 1   | Pluto 001 (2011) | プルートウ 001 (2004) | Odcinki 1–7   |
| 2   | Pluto 002 (2011) | プルートウ 002 (2005) | Odcinki 8–15  |
| 3   | Pluto 003 (2011) | プルートウ 003 (2006) | Odcinki 16–23 |
| 4   | Pluto 004 (2011) | プルートウ 004 (2006) | Odcinki 24–31 |
| 5   | Pluto 005 (2012) | プルートウ 005 (2007) | Odcinki 32–39 |
| 6   | Pluto 006 (2012) | プルートウ 006 (2008) | Odcinki 40–47 |
| 7   | Pluto 007 (2012) | プルートウ 007 (2009) | Odcinki 48–55 |
| 8   | Pluto 008 (2013) | プルートウ 008 (2009) | Odcinki 56–65 |

## Odbiór i nagrody
Pluto okazał się krytycznym i komercyjnym sukcesem i przyniósł Urasawie liczne nagrody, zaś sprzedaż serii w samej Japonii przekroczyła ponad 8,5 miliona egzemplarzy. Jej przekłady na języki obce obejmują, oprócz polskiego, m.in. angielski, francuski, niemiecki, portugalski, włoski, hiszpański i chiński (na Tajwanie). Krytycy zwracali uwagę na wyjątkową jakość prowadzenia opowieści, jej głębię i zawartą w niej afirmację ludzkich emocji, do których aspirują roboty. Docenili też antywojenne przesłanie fabuły i aluzje do amerykańskiej inwazji na Irak w 2003, której przyczyny, jak w wojnie ukazanej w Pluto, oparte były na sfabrykowanych dowodach.
W 2005 Urasawa otrzymał za Pluto Nagrodę Kulturalną im. Osamu Tezuki i nagrodę za wybitne osiągnięcie na Japońskim Festiwalu Sztuk Medialnych. W 2010 Pluto uhonorowano nagrodą za najlepszą serię na Festiwalu Komiksowym w Lukce i nagrodą Prix Asie-ACBD na Japan Expo w Paryżu. W 2011 seria zdobyła Nagrodę Międzypokoleniową na Międzynarodowym Festiwalu Komiksu w Angoulême. Urasawa otrzymał też liczne nominacje do nagród za Pluto, w tym w 2010 do Nagrody Eisnera za najlepszą zamkniętą serię, najlepsze amerykańskie wydanie materiału z Azji i dla najlepszego rysownika/artysty, a także do Nagrody Harveya za najlepsze amerykańskie wydanie zagranicznego materiału.

## Anime
Manga Pluto została zekranizowana w formie ośmioodcinkoego serialu anime o tym samym tytule, którego premiera odbyła się 26 października 2023 na platformie streamingowej Netflix. Producentem serialu jest Studio M2, reżyserem Toshio Kawaguchi, zaś Naoki Urasawa pełnił funkcję doradcy kreatywnego. 